# 普兰赛
普兰赛（法語：Prinçay，法語發音：[pʁɛ̃sɛ]）是法国新阿基坦大区维埃纳省的一个市镇，位于该省西北部，属于沙泰勒罗区。

## 地理
普兰赛（46°56'0"N, 0°14'40"E）面积16.59 平方千米，位于法国新阿基坦大区维埃纳省，该省份为法国中西部省份，北起曼恩-卢瓦尔省和安德尔-卢瓦尔省，西接德塞夫勒省，南至夏朗德省，东南接上维埃纳省，东临安德尔省。
与普兰赛接壤的市镇（或旧市镇、城区）包括：贝尔特贡、代尔塞、蒙叙盖讷、尼埃伊苏费、赛尔、塞里尼。

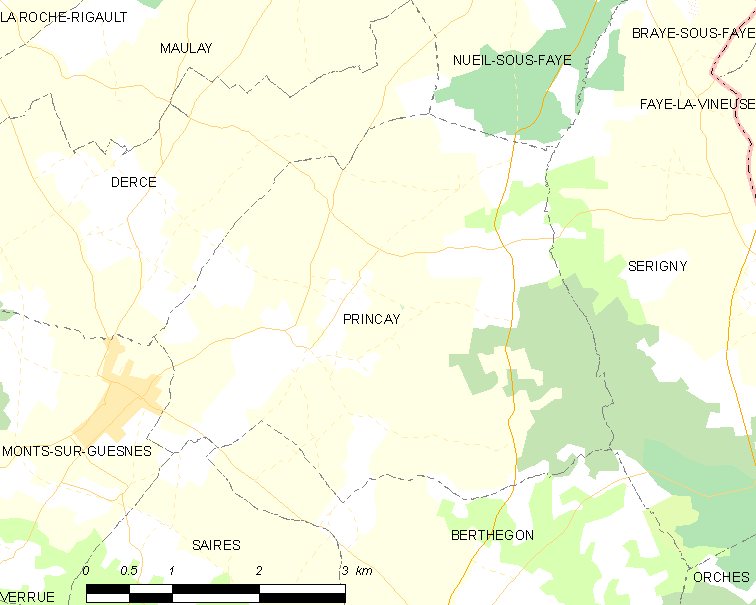
普兰赛的OSM定位图

普兰赛的时区为UTC+01:00、UTC+02:00（夏令时）。

## 行政
普兰赛的邮政编码为86420，INSEE市镇编码为86201。

## 政治
普兰赛所属的省级选区为卢丹县。

## 人口

1962-2008年间普兰赛人口变化图示

普兰赛于2022年1月1日时的人口数量为204人。